# Список астероїдів (149901—150000)
| Назва                | Тимчасове позначення | Дата відкриття  | Місце відкриття           | Відкривач                 |
| -------------------- | -------------------- | --------------- | ------------------------- | ------------------------- |
| (149901) 2005 SK35   | 2005 SK35            | 23 вересня 2005 | Обсерваторія Кітт-Пік     | Spacewatch                |
| (149902) 2005 SR35   | 2005 SR35            | 23 вересня 2005 | Обсерваторія Кітт-Пік     | Spacewatch                |
| (149903) 2005 SE37   | 2005 SE37            | 24 вересня 2005 | Обсерваторія Кітт-Пік     | Spacewatch                |
| (149904) 2005 SB38   | 2005 SB38            | 24 вересня 2005 | Обсерваторія Кітт-Пік     | Spacewatch                |
| (149905) 2005 SF45   | 2005 SF45            | 24 вересня 2005 | Обсерваторія Кітт-Пік     | Spacewatch                |
| (149906) 2005 SM45   | 2005 SM45            | 24 вересня 2005 | Обсерваторія Кітт-Пік     | Spacewatch                |
| (149907) 2005 SB46   | 2005 SB46            | 24 вересня 2005 | Обсерваторія Кітт-Пік     | Spacewatch                |
| (149908) 2005 SO50   | 2005 SO50            | 24 вересня 2005 | Обсерваторія Кітт-Пік     | Spacewatch                |
| (149909) 2005 SY52   | 2005 SY52            | 25 вересня 2005 | Обсерваторія Кітт-Пік     | Spacewatch                |
| (149910) 2005 SA66   | 2005 SA66            | 26 вересня 2005 | Каталінський огляд        | Каталінський огляд        |
| (149911) 2005 SE69   | 2005 SE69            | 27 вересня 2005 | Обсерваторія Кітт-Пік     | Spacewatch                |
| (149912) 2005 SL73   | 2005 SL73            | 23 вересня 2005 | Обсерваторія Кітт-Пік     | Spacewatch                |
| (149913) 2005 SU73   | 2005 SU73            | 23 вересня 2005 | Каталінський огляд        | Каталінський огляд        |
| (149914) 2005 SB76   | 2005 SB76            | 24 вересня 2005 | Обсерваторія Кітт-Пік     | Spacewatch                |
| (149915) 2005 SA88   | 2005 SA88            | 24 вересня 2005 | Обсерваторія Кітт-Пік     | Spacewatch                |
| (149916) 2005 SK101  | 2005 SK101           | 25 вересня 2005 | Обсерваторія Кітт-Пік     | Spacewatch                |
| (149917) 2005 SN102  | 2005 SN102           | 25 вересня 2005 | Обсерваторія Кітт-Пік     | Spacewatch                |
| (149918) 2005 SU105  | 2005 SU105           | 25 вересня 2005 | Паломарська обсерваторія  | NEAT                      |
| (149919) 2005 SR106  | 2005 SR106           | 26 вересня 2005 | Обсерваторія Кітт-Пік     | Spacewatch                |
| (149920) 2005 SH112  | 2005 SH112           | 26 вересня 2005 | Паломарська обсерваторія  | NEAT                      |
| (149921) 2005 SZ112  | 2005 SZ112           | 26 вересня 2005 | Паломарська обсерваторія  | NEAT                      |
| (149922) 2005 SF113  | 2005 SF113           | 26 вересня 2005 | Паломарська обсерваторія  | NEAT                      |
| (149923) 2005 SK114  | 2005 SK114           | 27 вересня 2005 | Обсерваторія Кітт-Пік     | Spacewatch                |
| (149924) 2005 SS116  | 2005 SS116           | 27 вересня 2005 | Обсерваторія Кінґснейк    | Джон Маккласкі            |
| (149925) 2005 SL119  | 2005 SL119           | 28 вересня 2005 | Паломарська обсерваторія  | NEAT                      |
| (149926) 2005 SU124  | 2005 SU124           | 29 вересня 2005 | Обсерваторія Кітт-Пік     | Spacewatch                |
| (149927) 2005 SB125  | 2005 SB125           | 29 вересня 2005 | Паломарська обсерваторія  | NEAT                      |
| (149928) 2005 SP144  | 2005 SP144           | 25 вересня 2005 | Обсерваторія Кітт-Пік     | Spacewatch                |
| (149929) 2005 SV149  | 2005 SV149           | 25 вересня 2005 | Обсерваторія Кітт-Пік     | Spacewatch                |
| (149930) 2005 SP152  | 2005 SP152           | 25 вересня 2005 | Паломарська обсерваторія  | NEAT                      |
| (149931) 2005 SY155  | 2005 SY155           | 26 вересня 2005 | Обсерваторія Кітт-Пік     | Spacewatch                |
| (149932) 2005 SC166  | 2005 SC166           | 28 вересня 2005 | Паломарська обсерваторія  | NEAT                      |
| (149933) 2005 SQ179  | 2005 SQ179           | 29 вересня 2005 | Станція Андерсон-Меса     | LONEOS                    |
| (149934) 2005 SD191  | 2005 SD191           | 29 вересня 2005 | Паломарська обсерваторія  | NEAT                      |
| (149935) 2005 SQ193  | 2005 SQ193           | 29 вересня 2005 | Обсерваторія Кітт-Пік     | Spacewatch                |
| (149936) 2005 SG195  | 2005 SG195           | 30 вересня 2005 | Каталінський огляд        | Каталінський огляд        |
| (149937) 2005 SH209  | 2005 SH209           | 30 вересня 2005 | Сокорро (Нью-Мексико)     | LINEAR                    |
| (149938) 2005 ST210  | 2005 ST210           | 30 вересня 2005 | Паломарська обсерваторія  | NEAT                      |
| (149939) 2005 SZ216  | 2005 SZ216           | 30 вересня 2005 | Паломарська обсерваторія  | NEAT                      |
| (149940) 2005 ST219  | 2005 ST219           | 26 вересня 2005 | Паломарська обсерваторія  | NEAT                      |
| (149941) 2005 SM221  | 2005 SM221           | 30 вересня 2005 | Обсерваторія Маунт-Леммон | Обсерваторія Маунт-Леммон |
| (149942) 2005 SB233  | 2005 SB233           | 30 вересня 2005 | Обсерваторія Маунт-Леммон | Обсерваторія Маунт-Леммон |
| (149943) 2005 SV249  | 2005 SV249           | 23 вересня 2005 | Каталінський огляд        | Каталінський огляд        |
| (149944) 2005 SD250  | 2005 SD250           | 23 вересня 2005 | Каталінський огляд        | Каталінський огляд        |
| (149945) 2005 SW250  | 2005 SW250           | 23 вересня 2005 | Обсерваторія Кітт-Пік     | Spacewatch                |
| (149946) 2005 SK251  | 2005 SK251           | 24 вересня 2005 | Паломарська обсерваторія  | NEAT                      |
| (149947) 2005 SG257  | 2005 SG257           | 22 вересня 2005 | Паломарська обсерваторія  | NEAT                      |
| (149948) 2005 TG1    | 2005 TG1             | 1 жовтня 2005   | Обсерваторія Маунт-Леммон | Обсерваторія Маунт-Леммон |
| (149949) 2005 TM9    | 2005 TM9             | 1 жовтня 2005   | Обсерваторія Кітт-Пік     | Spacewatch                |
| (149950) 2005 TW13   | 2005 TW13            | 1 жовтня 2005   | Сокорро (Нью-Мексико)     | LINEAR                    |
| 149951 Hildakowalski | 2005 TL14            | 3 жовтня 2005   | Каталінський огляд        | Каталінський огляд        |
| (149952) 2005 TK15   | 2005 TK15            | 1 жовтня 2005   | Каталінський огляд        | Каталінський огляд        |
| (149953) 2005 TD31   | 2005 TD31            | 1 жовтня 2005   | Сокорро (Нью-Мексико)     | LINEAR                    |
| (149954) 2005 TV48   | 2005 TV48            | 9 жовтня 2005   | Обсерваторія Джанк-Бонд   | Девід Гілі                |
| 149955 Maron         | 2005 TK49            | 9 жовтня 2005   | Обсерваторія Хормерсдорф  | Йоахим Лоренц             |
| (149956) 2005 TE54   | 2005 TE54            | 1 жовтня 2005   | Обсерваторія Маунт-Леммон | Обсерваторія Маунт-Леммон |
| (149957) 2005 TJ72   | 2005 TJ72            | 4 жовтня 2005   | Паломарська обсерваторія  | NEAT                      |
| (149958) 2005 TY73   | 2005 TY73            | 7 жовтня 2005   | Станція Андерсон-Меса     | LONEOS                    |
| (149959) 2005 TF74   | 2005 TF74            | 7 жовтня 2005   | Станція Андерсон-Меса     | LONEOS                    |
| (149960) 2005 TV77   | 2005 TV77            | 6 жовтня 2005   | Обсерваторія Маунт-Леммон | Обсерваторія Маунт-Леммон |
| (149961) 2005 TB90   | 2005 TB90            | 5 жовтня 2005   | Обсерваторія Маунт-Леммон | Обсерваторія Маунт-Леммон |
| (149962) 2005 TQ95   | 2005 TQ95            | 6 жовтня 2005   | Станція Андерсон-Меса     | LONEOS                    |
| (149963) 2005 TP103  | 2005 TP103           | 8 жовтня 2005   | Сокорро (Нью-Мексико)     | LINEAR                    |
| (149964) 2005 TX104  | 2005 TX104           | 8 жовтня 2005   | Сокорро (Нью-Мексико)     | LINEAR                    |
| (149965) 2005 TB105  | 2005 TB105           | 8 жовтня 2005   | Сокорро (Нью-Мексико)     | LINEAR                    |
| (149966) 2005 TY106  | 2005 TY106           | 4 жовтня 2005   | Обсерваторія Маунт-Леммон | Обсерваторія Маунт-Леммон |
| (149967) 2005 TK126  | 2005 TK126           | 7 жовтня 2005   | Обсерваторія Кітт-Пік     | Spacewatch                |
| 149968 Trondal       | 2005 TF152           | 11 жовтня 2005  | Обсерваторія Тенаґра      | Обсерваторія Тенаґра-2    |
| (149969) 2005 TE154  | 2005 TE154           | 8 жовтня 2005   | Сокорро (Нью-Мексико)     | LINEAR                    |
| (149970) 2005 TF155  | 2005 TF155           | 9 жовтня 2005   | Обсерваторія Кітт-Пік     | Spacewatch                |
| (149971) 2005 TO159  | 2005 TO159           | 9 жовтня 2005   | Обсерваторія Кітт-Пік     | Spacewatch                |
| (149972) 2005 TQ180  | 2005 TQ180           | 1 жовтня 2005   | Станція Андерсон-Меса     | LONEOS                    |
| (149973) 2005 TV183  | 2005 TV183           | 9 жовтня 2005   | Каталінський огляд        | Каталінський огляд        |
| (149974) 2005 TY191  | 2005 TY191           | 4 жовтня 2005   | Каталінський огляд        | Каталінський огляд        |
| (149975) 2005 UY1    | 2005 UY1             | 22 жовтня 2005  | Обсерваторія Джанк-Бонд   | Девід Гілі                |
| (149976) 2005 UO6    | 2005 UO6             | 24 жовтня 2005  | Обсерваторія Столова Гора | Дж. Янґ                   |
| (149977) 2005 UK9    | 2005 UK9             | 21 жовтня 2005  | Паломарська обсерваторія  | NEAT                      |
| (149978) 2005 UP9    | 2005 UP9             | 21 жовтня 2005  | Паломарська обсерваторія  | NEAT                      |
| (149979) 2005 UK10   | 2005 UK10            | 21 жовтня 2005  | Паломарська обсерваторія  | NEAT                      |
| (149980) 2005 UU19   | 2005 UU19            | 22 жовтня 2005  | Обсерваторія Кітт-Пік     | Spacewatch                |
| (149981) 2005 UO22   | 2005 UO22            | 23 жовтня 2005  | Обсерваторія Кітт-Пік     | Spacewatch                |
| (149982) 2005 UJ23   | 2005 UJ23            | 23 жовтня 2005  | Обсерваторія Кітт-Пік     | Spacewatch                |
| (149983) 2005 UF55   | 2005 UF55            | 23 жовтня 2005  | Каталінський огляд        | Каталінський огляд        |
| (149984) 2005 UT56   | 2005 UT56            | 24 жовтня 2005  | Станція Андерсон-Меса     | LONEOS                    |
| (149985) 2005 UL57   | 2005 UL57            | 24 жовтня 2005  | Станція Андерсон-Меса     | LONEOS                    |
| (149986) 2005 UV58   | 2005 UV58            | 24 жовтня 2005  | Обсерваторія Кітт-Пік     | Spacewatch                |
| (149987) 2005 UW62   | 2005 UW62            | 25 жовтня 2005  | Обсерваторія Маунт-Леммон | Обсерваторія Маунт-Леммон |
| (149988) 2005 UK64   | 2005 UK64            | 25 жовтня 2005  | Каталінський огляд        | Каталінський огляд        |
| (149989) 2005 UD68   | 2005 UD68            | 22 жовтня 2005  | Паломарська обсерваторія  | NEAT                      |
| (149990) 2005 UM68   | 2005 UM68            | 22 жовтня 2005  | Паломарська обсерваторія  | NEAT                      |
| (149991) 2005 UA71   | 2005 UA71            | 23 жовтня 2005  | Каталінський огляд        | Каталінський огляд        |
| (149992) 2005 UC71   | 2005 UC71            | 23 жовтня 2005  | Каталінський огляд        | Каталінський огляд        |
| (149993) 2005 UN72   | 2005 UN72            | 23 жовтня 2005  | Паломарська обсерваторія  | NEAT                      |
| (149994) 2005 UZ73   | 2005 UZ73            | 23 жовтня 2005  | Паломарська обсерваторія  | NEAT                      |
| (149995) 2005 UH75   | 2005 UH75            | 24 жовтня 2005  | Паломарська обсерваторія  | NEAT                      |
| (149996) 2005 UM114  | 2005 UM114           | 22 жовтня 2005  | Каталінський огляд        | Каталінський огляд        |
| (149997) 2005 UT124  | 2005 UT124           | 24 жовтня 2005  | Обсерваторія Кітт-Пік     | Spacewatch                |
| (149998) 2005 UK130  | 2005 UK130           | 24 жовтня 2005  | Паломарська обсерваторія  | NEAT                      |
| (149999) 2005 UH132  | 2005 UH132           | 24 жовтня 2005  | Паломарська обсерваторія  | NEAT                      |
| (150000) 2005 UC142  | 2005 UC142           | 25 жовтня 2005  | Каталінський огляд        | Каталінський огляд        |